# Lonneke Uneken
Lonneke Uneken (Winschoten, 2 de marzo de 2000) es una deportista neerlandesa que compite en ciclismo en las modalidades de pista y ruta.
Ganó dos medallas en el Campeonato Europeo de Ciclismo en Ruta, plata en 2020 y bronce en 2019, ambas en la prueba de ruta sub-23. En pista obtuvo una medalla de bronce en el Campeonato Europeo de Ciclismo en Pista de 2021, en la carrera por puntos.

## Medallero internacional
| Campeonato Europeo | Campeonato Europeo      | Campeonato Europeo | Campeonato Europeo |
| Año                | Lugar                   | Medalla            | Competición        |
| ------------------ | ----------------------- | ------------------ | ------------------ |
| 2019               | Alkmaar ( Países Bajos) | Medalla de bronce  | Ruta sub-23        |
| 2020               | Plouay ( Francia)       | Medalla de plata   | Ruta sub-23        |

| Campeonato Europeo | Campeonato Europeo | Campeonato Europeo | Campeonato Europeo |
| Año                | Lugar              | Medalla            | Competición        |
| ------------------ | ------------------ | ------------------ | ------------------ |
| 2021               | Grenchen ( Suiza)  | Medalla de bronce  | Puntuación         |

## Palmarés
2019
- 3.ª en el Campeonato Europeo en Ruta sub-23

2020
- 2.ª en el Campeonato Europeo en Ruta sub-23

2021
- 1 etapa del Healthy Ageing Tour
- 1 etapa del Baloise Ladies Tour
- 1 etapa del Simac Ladies Tour

2022
- 1 etapa del EasyToys Bloeizone Fryslân Tour

2023
- 1 etapa del Tour de Turingia femenino

## Equipos
- Hitec Products-Birk Sport (2019)
- Boels-Dolmans/SD Worx (2020-)
  - Boels-Dolmans Cycling Team (2020)
  - Team SD Worx (2021-)